# 16 Librae
16 Librae, som är stjärnans Flamsteed-beteckning, är en ensam stjärna belägen i den norra delen av stjärnbilden Vågen. Den har en skenbar magnitud på 4,49 och är synlig för blotta ögat där ljusföroreningar ej förekommer. Baserat på parallaxmätning inom Hipparcosuppdraget på ca 37,2 mas, beräknas den befinna sig på ett avstånd på ca 88 ljusår (ca 27 parsek) från solen. Den rör sig bort från solen med en heliocentrisk radiell hastighet på +26 km/s.

## Egenskaper
16 Librae A är en gul till vit stjärna i huvudserien av spektralklass F2 V. Den har en massa som är ca 1,5 gånger större än solens massa, en radie som är ca 2 gånger större än solens och utsänder från dess fotosfär ca 10 gånger mera energi än solen vid en effektiv temperatur av ca 7 200 K.
16 Librae A har en följeslagare med gemensam egenrörelse, 16 Librae B, separerad med 22,8 bågsekunder vid en positionsvinkel på 297°, år 1999. Den är en röd dvärg av spektralklass omkring M6 med infraröd strålning av en magnitud på 12,19 i J-bandet.